# 랄프 묄러
랄프 묄러(Ralf Möller, 1959년 1월 12일 ~ )는 독일의 배우, 전직 보디빌더이다.

## 작품
- 유니버설 솔져